# 完全なる飼育
『完全なる飼育』（かんぜんなるしいく）は、1999年から続く日本（一部香港）の映画シリーズ。海外上映時のシリーズタイトルは中国語『禁室培欲』、英語『Perfect Education』。

## 概要
第1作の原作は、1965年に起きた実在の誘拐事件・女子高生籠の鳥事件を基に書かれた松田美智子の小説『女子高校生誘拐飼育事件』（幻冬舎、ISBN 487728513X。版元は公式サイトで“ノンフィクション”と銘打ち販売しているが、上記事件をもとに時代設定を1990年代に変え、被害者女子高校生の家族環境ほか何から何まで大きく変えたフィクションである）。この小説は第2作以降にも「原作」としてクレジットされているが、実態は「監禁された女子高生と犯人の間に愛が芽生える」というプロットを踏襲した翻案・再映画化であり、各作品間にストーリー上のつながりは存在しない。
また、『定本犯罪紳士録』によれば、実際の「女子高校生籠の鳥事件」において被害者女子高校生は、性的暴行を受けて逃げることを諦めてしまった旨供述しており、犯人に対して愛情を抱いていたかのような証言はない。その一方で週刊誌は、あたかも被害者女子高校生と犯人が相思相愛であったかのように書き立てたという。
全作品ともR-15指定。興行上は飼育女優と称される主演女優のヌードや濡れ場が最大の売りで、第5作の荻野目慶子・第9作の月船さららを除くといずれも10代・20代の「初脱ぎ」である。このシリーズの商業的成功にならい、同時期には『飼育の部屋』という類似シリーズも登場した。第2作のオーディションの際から、主演に若手女優を起用する場合には選考時に候補者を裸にして体型や度胸をチェックすることがお約束となっている。
相手役・脇役には実力派俳優が多い。第1作で小島聖の相手役を務めた竹中直人は、第6作を除く各作品にも脇役で出演している。

## シリーズの各作品

### 第1作『完全なる飼育』
『完全なる飼育』は、1999年製作の日本映画。
飼育女優は若手女優の小島聖（当時22歳）。元々「隠れ巨乳」の女優として知られていたもののヌード経験はなく、同時期に発売されたヘアヌード写真集とともに大きな路線変更として話題になった。主演の竹中直人はシリーズ出演作中で唯一濡れ場に参加している。この撮影の際には前貼りをつけずに臨んだと語っている（相手は着用）。
また、竹中によれば、監督の和田勉は濡れ場の撮影の際、「私は濡れ場は演出できません」と言い、スタジオを去ったという。突然のことに、竹中は「それでも監督ですか」と絶句し、小島もバスタオルを巻いたまま泣き出したが、それでも竹中自らが演出をし、濡れ場の撮影を乗り切った。
キャスト
- 岩園貞義：竹中直人
- 樺島邦子：小島聖
- 吉川咲子：渡辺えり子
- 津田乙彦：北村一輝
- みどり：沢木麻美
- 森山：塚本晋也
- 川又：泉谷しげる
- 野口:永島克
- 田島典子：石井苗子
- 曽我部綾子：あき竹城
- 大村刑事：ガッツ石松
- 弁護士：佐藤慶
- TVアナウンサー：宮川俊二
- 有福正志、竹嶋康成、乃木涼介、緋田康人　ほか

スタッフ
- 監督・題字：和田勉
- 脚本：新藤兼人
- 撮影：佐々木原保志
- 照明：金沢正夫
- 録音：北村峰晴
- 美術：間野重雄
- 編集：奥原好幸
- 助監督：皆川智之
- 効果：渡部健一
- 制作担当：高橋憲行
- スクリプター：唐崎真理子
- アシスタントプロデューサー：澤渡匠
- 音楽プロデューサー：十川夏樹
- キャスティングプロデューサー：室岡信明
- 現像：東京現像所
- スタジオ：日活撮影所
- 企画：中沢敏明
- 企画協力：平田道弘、清水敬之
- プロデューサー：渡邊範雄
- 制作協力：株式会社セディックインターナショナル

### 第2作『完全なる飼育 愛の40日』
『完全なる飼育 愛の40日』は、2001年製作の日本映画。
飼育女優は元グラビアアイドルの新人・深海理絵（当時18歳）で、数百人の中からオーディションで選ばれた。このオーディションの際には監督の求めによりトップレスになったという。
キャスト
- 津村晴香：深海理絵
- 住川達明：緋田康人
- 赤井誠一：竹中直人
- 不動産業者：徳井優
- 田島典子：野田よしこ

スタッフ
- 監督：西山洋市
- 製作：松下順一
- 企画：中澤敏明、加藤東司
- プロデューサー：西村大志、前田茂司
- ラインプロデューサー：小川勝広
- 音楽：遠藤浩二
- 脚本：島田元
- 脚本監修：松田美智子
- 撮影監督：丸池納(JSC)
- 照明：山川英明
- 美術製作：塩田仁
- 録音：菊地進平
- 編集：蛭田智子
- 助監督：山村淳史
- 製作担当：森崎裕司
- キャスティング：綿引近人
- 効果：西岡正巳
- ポストプロダクションプロデューサー：金子尚樹
- 制作：松下エージェンシー
- 企画協力：セディックインターナショナル
- 制作協力：エクセレントフィルム、楽映舎
- 製作：キネマ旬報社、アートポート

### 第3作『完全なる飼育 香港情夜』
『完全なる飼育 香港情夜』は、2002年に製作された香港・日本の映画。第15回さっぽろ映画祭上映作品。香港での正式題名は『禁室培欲 香港情夜』。
飼育女優は元ジュニアアイドルの伊藤かな（当時17歳）。かつては双子の姉の伊藤なつとともにねずみっ子クラブ・おはガール・ピチレモンなどで人気を博したが、一時の引退状態を経て単独でのヌード復帰となった。
法的に「児童」である17歳の女性のヌードを日本国内映画として撮影すると法的リスクが生ずるため、主要スタッフ・キャストの大部分を香港側のスタッフが担当し、実質的に香港映画となっている。
DVDリリースされた「バイリンガル リマスター版」では、劇場公開版に約8分間の未公開シーンを追加した104分のバージョンとしてリリースされている。
第二作の飼育女優である深海りえも特別出演しており、初日舞台挨拶にも駆けつけた。
キャスト
- 鳴島愛：伊藤かな
- 阿寶：何華超
- 橋本裕司：竹中直人

### 第4作『完全なる飼育 秘密の地下室』
『完全なる飼育 秘密の地下室』は、2003年に日本で製作された映画。
飼育女優は元アイドルのしらたひさこ（＝「白田久子」、当時20歳）。後に2007年度ミス・インターナショナル日本代表に選出されるなど、モデルや女優として活躍した。ただし、物語の中心は共演者の山本太郎とその母親役の加藤治子であり、他の作品と比べると性的シーンも少ない。
高校生時代の松山ケンイチが脇役（冒頭でしらたひさこを殴りつける恋人・ヒトシ役）で出演していることでも知られる。初日舞台挨拶には前2作の主演女優も参加した。
キャスト
- タケル：山本太郎
- 高山梨里：しらたひさこ
- 三杉隆子：加藤治子
- 正村：竹中直人
- 広岡由里子
- ヒトシ：松山ケンイチ

スタッフ
- 監督：水谷俊之
- 製作：中沢敏明
- 企画：松下順一
- プロデューサー：米山紳、加藤東司
- アソシエイトプロデューサー：福島重幸
- キャスティングプロデューサー：松本治朗
- 脚本：我妻正義
- 音楽：澄淳子
- 撮影：志賀葉一
- 照明：赤津淳一
- 美術：稲垣尚夫
- 装飾：山田好男
- 録音：福田伸
- 編集：菊地純一
- 助監督：城本俊治
- 製作担当：仲野俊隆
- 効果：福島音響
- 制作協力：アートポート
- 製作：セディックインターナショナル

### 第5作『完全なる飼育 女理髪師の恋』
『完全なる飼育 女理髪師の恋』は、2003年に製作された日本映画。タイトルは劇中では『La Coiffeuse』なるフランス語訳（「女理髪師」の直訳）で表記されている。監督は小林政広。
飼育女優はベテラン女優の荻野目慶子（当時38歳）。シリーズ中唯一「少女」が物語の主体とならない異色の作品で、劇場公開はされずビデオスルーでの公開となった。身長165cm未満のヒロインもこれが初めてである。北海道ロケ。本作のみセルDVD・レンタルDVDとも東宝からの発売となっており、2005年12月23日に発売されたシリーズのDVDボックス『完全なる飼育BOX 愛の五重奏』には本作のみが収録されていない。
キャスト
- ケンジ：北村一輝
- 今井治美：荻野目慶子
- 中古車屋の男：林泰文
- 井田：佐藤二朗
- トラック運転手：中澤寛
- 育夫：竹中直人

スタッフ
- 脚本・監督：小林政広
- 企画・エグゼクティブプロデューサー：中沢敏明
- プロデューサー：小林政広、金子尚樹、波多野ゆかり
- 原案：松田美智子「完全なる飼育」より
- 音楽：佐久間順平
- テーマ曲・挿入曲：唄：りりィ 演奏：斉藤洋士「きみへの標（アメージンググレース）」詩：りりィ 曲：トラディショナル / 「私は泣いています」詩・曲：りりィ / 「時の過ぎ行くままに」詩：阿久悠 曲：大野克夫
- 撮影監督：高間賢治
- 助監督：丹野雅仁
- 照明：上保正道
- 編集：蛭田智子
- 録音：瀬谷満
- 音響効果：福島行朗
- 美術：飯塚優子
- 美術監修：山口修
- 制作主任：川瀬準也
- 理髪指導：井苅英子、川瀬一男、川瀬加代子
- アシスタントプロデューサー：井苅安英
- キャスティングプロデューサー：横山武
- 制作協力：フロムファーストプロダクション、フィルムクラフト
- 制作：モンキータウンプロダクション
- 製作：セディックインターナショナル

### 第6作『完全なる飼育 赤い殺意』
『完全なる飼育 赤い殺意』は2004年に製作された日本映画。ピンク映画監督・若松孝二の復帰作。
飼育女優は新人・伊東美華（当時22歳）。最終選考時に全裸になることを要求した際、躊躇なく脱いだことがヒロイン抜擢につながったと初日舞台挨拶で監督が公言している。劇中ではシリーズ初のヘアヌードや佐野史郎の手によって実際に剃毛されるシーンに挑戦し話題となった。大沢樹生との間に通常の濡れ場もある。
このほか、大沢樹生とベテラン女優の伊藤清美との濡れ場も用意されている。シリーズ中唯一、竹中直人が出演しない作品である。新潟ロケ。
キャスト
- 伊藤明子：伊東美華
- 関本文也：大沢樹生
- 山田真一：佐野史郎
- 細井耕吉：石橋蓮司
- 秘書：小林宏史
- 細井幸江：伊藤清美
- 関本に借金返済を迫る女：中島宏海
- 警官：不破万作

スタッフ
- 監督：若松孝二
- 製作：中沢敏明、松下順一
- エグゼクティブプロデューサー：加藤東司
- プロデューサー：佐藤敏宏、清水一夫
- 脚本：久保寺和人、出口出
- 原案：松田美智子「完全なる飼育」より
- 音楽：益子恵一
- 撮影：辻智彦
- 照明：渡辺康
- 録音：川嶋一義
- 編集：掛須秀一
- MAミキサー：藤沢信介
- 音響効果：丹雄二
- 美術：桐生和幸
- EEDオペレーター：和田光宣
- キャスティング：綿引近人
- 助監督：白石和彌
- 制作担当：大日方教史
- 協力：若松プロダクション
- 制作協力：エクセレントフィルム
- 制作：セディックインターナショナル、アートポート

### 第7作『完全なる飼育 メイド、for you』
『完全なる飼育 メイド、for you』は、2009年に日本で製作され、2010年1月30日に劇場公開された映画。監督は深作健太。
飼育女優はサンズエンタテインメント所属の女優・亜矢乃（＝「大網亜矢乃」、当時24歳）。秋葉原のメイド喫茶で働くヒロイン「苺ちゃん」（亜矢乃）が、漫画喫茶の店長（柳浩太郎）により漫画喫茶の個室に監禁されるストーリー。
柳浩太郎は2003年の交通事故によって高次脳機能障害を抱えており、呂律が回りにくい状態にあったが、類型的ではないリアルなオタク青年像の演出のために監督自身の指名でキャスティングされた。
シリーズで初めての立体映画として制作された。ただし、3D制作のシーンは1時間40分の上映時間のうち約10分（濡れ場を含む5シーン）であり、パート3D映画として公開された。劇中のダンスの振付は南流石が行っている。
キャスト
- 椛島亘：柳浩太郎
- 苺（二宮直子）：亜矢乃
- 大竹：前田健
- 立石：久野雅弘
- 水原ゆかり：黒川芽以
- 長谷川恵介：滝藤賢一
- 朱美：星奈々
- 平良：竹中直人
- 望月：西村雅彦
- 川原やよい：大塚麻恵
- 田代麻衣：工藤杏
- ピーチ：美弥乃静

スタッフ
- 監督：深作健太
- 企画：中沢敏明、野田義治
- 製作：大野貴裕
- プロデューサー：吉田浩二、前田茂司、室市雅則
- 原作：松田美智子『女子高校生誘拐飼育事件』（幻冬舎アウトロー文庫）
- 脚本：厨子健介
- 音楽：杉本優
- キャスティング：北田由利子
- 撮影：田中一成(J.S.C)
- 照明：吉角荘介
- 録音：岩丸恒
- 美術：松本知恵
- 編集：洲崎千恵子
- 音響効果：深田晃
- 振り付け：南流石
- 音楽プロデューサー：青木和義
- 助監督：杉田満
- 制作担当：善田真也
- ヲタ芸アドバイザー：FICE
- メイドアドバイザー：あいゆ
- ヲタ芸メイドコーディネーター：越康広
- 3Dパート/デジタルシネマ：IMAGICA
- 主題歌：「飛び出せ！AKiBA 3D〜メイド、for you〜」作詞：深作健太 作曲・編曲：杉本優
- 制作協力：セディックドゥ、楽映舎
- 制作：セディックインターナショナル

### 第8作『TAP 完全なる飼育』
『TAP 完全なる飼育』は、2013年11月9日公開の日本映画。
シリーズ初となる灼熱の南国を舞台に、主演に若手女優・前川伶早（当時25歳）、母親役に有森也実を迎え、母と娘の「二重飼育」を描いた。麿赤児、竹中直人、千原せいじらが共演する。監督は「アジアの純真」の片嶋一貴。沖縄ロケ。
キャスト
- 結：前川伶早
- 設楽：西沢仁太
- 早苗：有森也実
- 抗山：高川裕也
- 山根和馬
- 千原せいじ
- 麿赤兒
- 竹中直人
- 尚玄
- 加藤厚成
- 福本清三
- 藤夏子
- 坂ノ上朝美

### 第9作『完全なる飼育 étude』
『完全なる飼育 étude』は、2020年11月27日公開の日本映画。
オール台湾撮影。劇中の舞台「完全なる飼育」の物語の中で繰り広げられる“飼育”と、その舞台に挑む若手俳優を演出家が稽古という名の“飼育”をする二重構造。また、これまでのシリーズ作品とは異なり、女性が青年を飼育する。主演は、元宝塚歌劇団月組男役スターで退団後も映画や演劇等で幅広く活躍する月船さららと、ジュノン・スーパーボーイ・コンテストでグランプリを受賞した市川知宏。本シリーズお約束の竹中直人も出演。監督は加藤卓哉。本作では助演である金野美穂が初脱ぎを行っている。
キャスト
- 小泉彩乃：月船さらら
- 篠田蒼：市川知宏
- 大原早苗：金野美穂
- 落合茂：寺中寿之
- 今村直美：永井すみれ
- 野崎優子：松井るな
- 小江：江明赫
- 少女：彭靖悦
- 白山亮太：三船力也
- 後藤田義政：竹中直人

スタッフ
- 監督：加藤卓哉
- 企画：中沢敏明
- プロデューサー：厨子健介　柘植伊佐夫　花田聖
- 脚本：山本浩貴
- 撮影：池田直矢
- 照明：館野秀樹
- 録音：高島良太
- 美術：神田諭(A.P.D.J)
- スタイリスト：橋本ゆか
- ヘアメイク：会川敦子
- 音楽：石川潤
- 挿入曲：Theatrical Odyssey of BALLET APOLLO アルバム「幻想連鎖 fantasmagoria」
- 挿入歌：ドクロズ「とんでって」「ちょっと死ぬ」
- 編集：菊池智美
- VFX：鹿角剛
- 助監督：山口晋策
- 特別協力：樊賜生文教基金會　嘉義大林萬國戲院　德旺商旅
- 制作・製作：セディックインターナショナル　SEDIC-DILON
- 配給：アンプラグド